# Колоски (Євпаторійський район)
Колоски́ (до 1945 року — Ораз; крим. Oraz) — село Євпаторійського району Автономної Республіки Крим.